# Schrotmühle Altensien

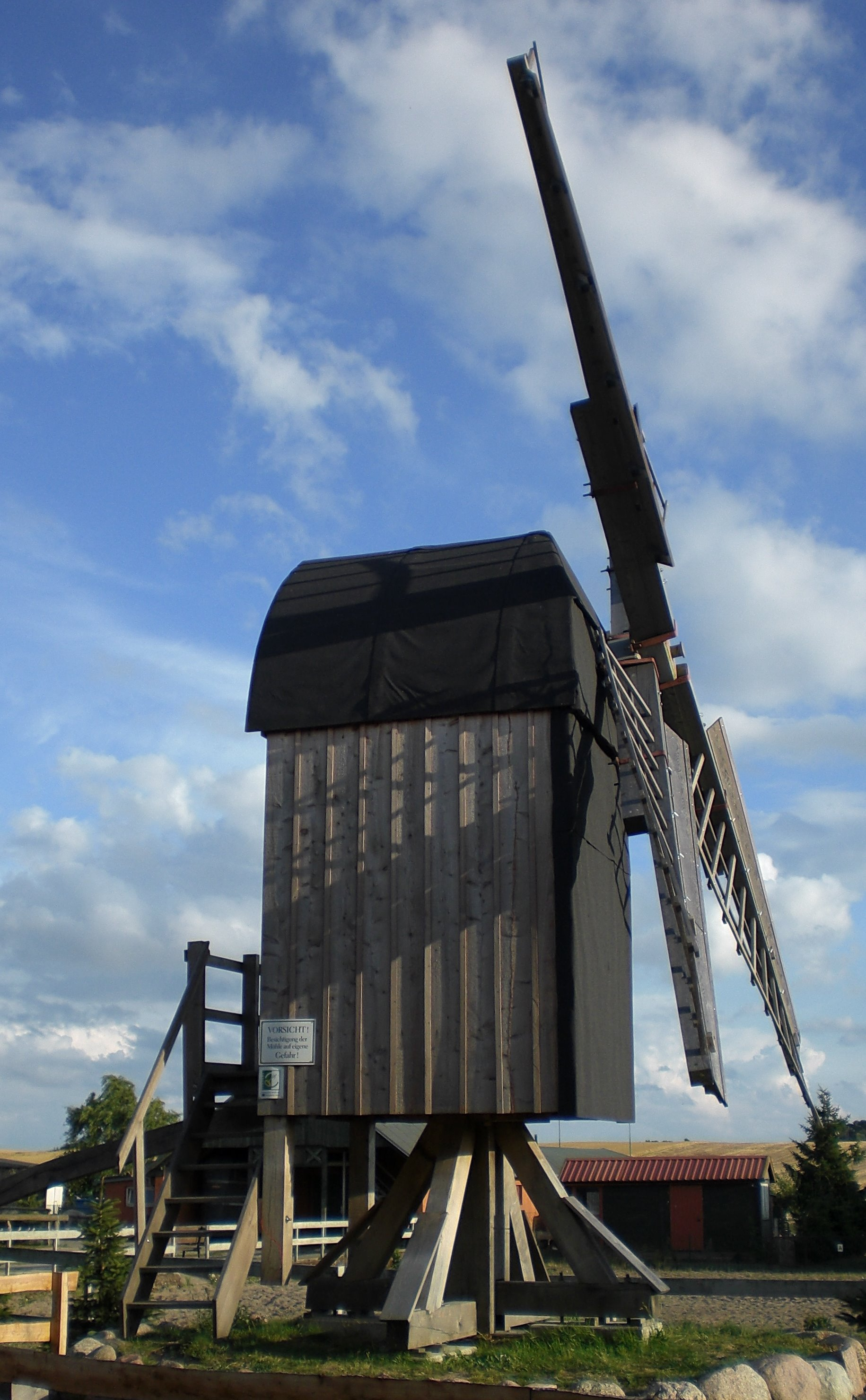
Schrotmühle Altensien

Die Schrotmühle Altensien ist eine Schrotmühle im Dorf Altensien auf der Ostseeinsel Rügen.
Die heutige Mühle ist die Rekonstruktion einer bis zum Ende der 1930er Jahre bestehenden Schrotmühle. Die ungewöhnlich kleine, als Bockwindmühle ausgeführte Mühle ist, auch wenn sie fast modellhaft wirkt, in ihrer ursprünglichen Größe wieder entstanden. Die ursprüngliche Mühle war durch den Bauern Schälke betrieben worden und diente wohl vor allem dem Eigenbedarf.
Die jetzige Rekonstruktion entstand im Jahr 2006 mit Mitteln der Europäischen Union, des Landes Mecklenburg-Vorpommern und der Gemeinde Sellin, zu der Altensien gehört. Die Mühle ist funktionsfähig und wird auch gelegentlich als Attraktion in Betrieb gesetzt. Zu diesem Zweck werden die Flügel dann mit Tuch bespannt.
Vor der Mühle wurde ein kleines Gebäude errichtet, in dem sich Informationstafeln zu historischen Mühlen im östlichen Teil Rügens befinden.
Koordinaten: 54° 22′ 6,5″ N, 13° 40′ 15,6″ O